# Adam Forrester
Adam Forrester (Prestwick, 31 marzo 2005) è un calciatore scozzese, difensore degli Hearts.

## Caratteristiche tecniche
È un difensore centrale.

## Carriera
Cresciuto nel vivaio dei Rangers, passa al settore giovanile degli Hearts ed esordisce in prima squadra nel 2024.